# Rue de l'Est (Paris)
Pour les articles homonymes, voir Rue de l'Est.
La rue de l'Est est une rue du 20e arrondissement de Paris, en France. 
Elle ne doit pas être confondue avec l'ancienne rue de l'Est, incorporée au boulevard Saint-Michel dans les années 1860-1870.

## Situation et accès
La rue de l'Est, située justement dans un arrondissement de l'est de la capitale française, est une petite rue en pente reliant deux axes dans le quartier de Belleville.
La numérotation des bâtiments débute à l'est de la rue de l'Est, à partir de la rue Pixérécourt ; les numéros impairs 1 à 5 et pairs 2 à 22 sont utilisés.
La rue de l'Est est en sens unique, dans le sens opposé aux numéros croissants.
La rue de l'Est rencontre les voies suivantes, dans l'ordre des numéros croissants (« g » indique que la rue se situe à gauche, « d » à droite) :
- Rue Pixérécourt ;
- Rue des Pyrénées ;
- Rue du Guignier (d).

## Origine du nom
Elle porte ce nom en raison de son orientation est-ouest.

## Historique
Cette ancienne voie de l'ancienne commune de Belleville a porté le nom de  « passage de l'Est » avant d'être classée dans la voirie parisienne en vertu du décret du 23 mai 1863 et de prendre sa dénomination actuelle par un arrêté du 21 janvier 1882.

## Bâtiments remarquables et lieux de mémoire
- Au no 22 se trouve l'église Notre-Dame-des-Coptes inaugurée en 2012[1].